# Chiesa di San Biagio (Cavriana)
La chiesa di San Biagio, detta anche chiesa di Santa Maria Nova, è la parrocchiale di Cavriana, in provincia e diocesi di Mantova; fa parte del vicariato di San Luigi.

## Storia
La primitiva parrocchiale di Cavriana era la pieve di Santa Maria, menzionata per la prima volta nel 1037; tra il XV e il XVI secolo la parrocchialità fu trasferita presso la chiesa di Santa Maria Nova in Castro all'interno borgo, che era stata edificata probabilmente nel Quattrocento. Il primo documento a citare l'antica Santa Maria Nova è un testamento datato 1423, mentre gli inventari della sagrestia tra il 1594 e il 1659 descrivono ciò che si trovava dentro la chiesa. Dalla relazione della visita pastorale del 1544 del vescovo Ercole Gonzaga s'apprende che la parrocchiale di Sancta Maria de Capriana aveva come filiali l'antica pieve e l'oratorio di San Rocco. Nelle Constitutiones synodales del 1610 si legge che la chiesa era a capo di un vicariato che comprendeva, oltre alla parrocchia cavrianese, quelle di Santa Maria Maddalena di Volta, di San Nicolò di Cereda e di Sant'Antonio di Castelgrimaldo.
L'antica Santa Maria Nova venne distrutta per fare posto all'attuale parrocchiale, costruita su progetto dell'architetto Giovanni Maria Borsotti e sotto la guida del parroco Antonio Maria Bazzani tra il 1716 ed il 1719, poiché l'antico edificio era ormai troppo piccolo per accogliere la comunità. Nel 1719 la chiesa fu dedicata alla Madonna Assunta e il protettore scelto fu San Biagio. In un documento del 1793 la chiesa è menzionata con il titolo di Santa Maria Nova e San Biagio, mentre solo San Biagio è attestato a partire dal 1843.
All'inizio del XIX secolo il vicariato di Cavriana venne soppresso e diviso tra quelli di Volta e di Castiglione delle Stiviere: in quest'ultimo confluì la parrocchia di Cavriana. Nel 1967, con la riforma territoriale della diocesi e la conseguente abolizione del vicariato di Castiglione, la chiesa entrò a far parte del neo-costituito vicariato foraneo San Luigi.
La facciata subì diversi interventi di restauro per via di continui cedimenti: l'intervento finale ebbe luogo nel 1887; l'attuale facciata dell'edificio fu restaurata tra nel 2003.

## Descrizione

### Esterno
La facciata a capanna è divisa in due registri, entrambi caratterizzati da sei lesene; l'ordine inferiore presenta il portale, affiancato da due colonne, e due nicchie con statue di santi, quello superiore un finestrone centrale e due nicchie laterali, anch'esse ospitanti delle statue. Al termine della facciata si trova, in alto, il timpano di forma curvilinea.

### Interno
L'interno dell'edificio si compone di un'unica navata, coperta da una volta a botte; il presbiterio è rialzato e absidato. Ai lati vi sono sei cappelle intervallate dalle statue dei profeti in cotto. Sia i confessionali sia il pulpito, entrambi in noce, sono opere di qualità e di fine esecuzione.
Due opere sono degne di menzione. In sagrestia si trova è conservata la pala raffigurante la Madonna con il Bambino e i SS. Sebastiano e Rocco, attribuita a Zenone Veronese. Sulla parete destra del presbiterio c'è una tela con soggetto l'Ultima Cena, opera di Domenico Brusasorzi.